# 安德里亞斯·加爾
安德里亞斯·加爾（英語：Andreas Gal，1976年—）是Mozilla前任首席技術長，知名於多項開放原始碼專案和Mozilla技術的工作。
在高中就學期間，他研究各種開放原始碼AX.25網路堆疊，並為火腿電台網路節點（INP3）設計了一種路由協議，該協議得到了AX.25網路路由器的廣泛支援。在馬格德堡大學攻讀研究生期間，他是AspectC ++的共同設計者，AspectC ++是C和C++語言的面向侧面擴充。後來，他在加州大學爾灣分校獲得電腦科學哲學博士學位。他的論文介紹了使用追蹤樹的高階語言追蹤即時編譯的概念。
2008年加入Mozilla，並在Google宣布Chrome和V8引擎的前幾週，構建了第一個即時編譯引擎TraceMonkey。在完成TraceMonkey的工作之後，擔任Mozilla研究總監。他開發了PDF.js，這是一個JavaScript和HTML5編寫的PDF渲染器，取代了Firefox中的Adobe PDF外掛程式。
2011年，加爾和其他人建立了Boot to Gecko計畫，後來成為Firefox OS。自2013年起，被任命為Mozilla行動工程副總裁。2014年4月，成為Mozilla首席技術長。2015年6月，他離開Mozilla，與Firefox OS團隊的另外兩名成員共同創立了物聯網初創公司Silk Labs。同年，加爾成為Acadine Technologies顧問，這是由Mozilla公司前總裁宮力新成立的一家初創公司，旨在開發以Firefox OS為基礎的系統。

## 外部連結
- Andreas Gal的部落格 （页面存档备份，存于）